# Dany Des Rues
Dany Des Rues, de son vrai nom Daniel Hesse, né le 18 avril 1970 à Boulay, est un auteur-compositeur et chanteur de rues lorrain.
Il a publié une vingtaine d'albums et se produit en concert, essentiellement dans le nord-est de la France, Luxembourg  et Belgique (Printemps de Bourges, Francofolies de Spa, 1ères parties de Blankass, Silencers, Louis Bertignac, Francis Lalanne, Pigalle, Les Têtes Raides, Soan, GiedRé, Mademoizelle K).

## Biographie
Enfant et adolescent, Daniel réalise des bandes dessinées, écrit des pièces de théâtre, s'essaye au théâtre de marionnettes et se tourne enfin vers la musique et la chanson.
En 1983, Daniel monte un groupe de punk-rock, "Les Matches". Leur rêve : vivre une aventure comparable à celle de Zéro de conduite, le groupe sévira jusqu'en 1988.
Fin décembre 1988, Dany croise, dans les rues de Metz, Bruno, un chanteur de rues ; celui-ci lui explique qu'il est très possible de vivre de la musique en jouant dans la rue.
Dès le lendemain, Daniel prend sa guitare et se produit dans les rues de Metz. Il a tout juste 18 ans.
Au cours des années qui vont suivre, Daniel, devenu Dany puis Dany Des Rues, va enchaîner les spectacles de rues et les concerts dans les bars.
Il publie une vingtaine d'albums parmi lesquels en 1995, un album concept : "Les Archy", un conte musical rock qui sera suivi d'un film. Le spectacle qui en est tiré permettra à Dany de devenir intermittent du spectacle, essentiellement grâce à ses prestations dans les bars de Lorraine.
En 2000, il postule pour faire la 1re partie de Renaud lors des concerts lorrains de sa tournée "une guitare, un piano et Renaud". Ayant essuyé un refusde la salle de concert, il décide donc de se produire devant les files d'attentes. Cela fonctionne à tel point qu'il choisit de remplacer totalement l'activité concerts dans les bars pour les files d'attentes des concerts.
En 2001, à la suite du plébiscite du public qui l'a remarqué, Dany est programmé aux Francofolies de Spa. Cette aventure lui permet de s'ouvrir au public belge qui est très sensible à ce chanteur atypique.
En 2004 Restaurant à volonté est un album écoulé en 10 000 exemplaires qui sera soutenu par de nombreuses radios FM en France et Belgique.
Restaurant à volonté est un virage pour Dany qui réalise complètement cet album lui-même « comme il l'entend » et y intègre donc une suite de chansons populaires, conscient que parfois il propose des titres pas forcément ouverts à un public universel.
Premier album sous le patronyme Dany Des Rues, avant il s'appelait simplement "Dany".
En 2006, le clip Volcan est réalisé par Fred Réau avec la comédienne Gaëlle Billaut-Danno.
En 2007 Maquette des Mots raconte son adolescence, le fantasme de voir son groupe Les Matches devenir un grand groupe français. Pour l'occasion il sollicite des icônes de son adolescence pour écrire et chanter sur son disque. Ainsi, Agathe du groupe Regrets (J'veux pas rentrer chez moi seule) lui écrit "la place du retour", un titre qu'il reprend souvent dans son tour de chant théâtralisé "Dany Des Rues se met au show". Frédie LaRocca qui chantait "embrasse-moi idiot" avec Bill Baxter écrit et assure quelques voix féminines.
En 2011 J'Ai Grandi En Rêvant est un album concept qui comprend une chanson en deux formats: celle de 4 minutes pour les radios, le clip et pour jouer en public, et celle de 63 minutes qui raconte ses passions amoureuses et musicales, les musiques des Rolling Stones et de Téléphone qui sont la bande son de sa vie... La pochette de cet album est réalisée par CharlElie Couture.
Entre 2008 et 2012, il effectuera de nombreuses premières parties (PKRK, Pigalle, Têtes Raides, Soan, Giedré)
En juin 2014 sort un cd 4 titres de Dom Colmé, terrain d'ébène, dont Daniel a écrit les textes.
En octobre 2014 sort une nouvelle compilation Ce Temps qu'on pile réalisé par Raoul Leininger pour 3H Productions où Dany réenregistre des chansons présentes sur ses albums de 1998 à 2003, en compagnie de ses deux amis musiciens des Archy, Vincen Massey et Laurent Cinus.
Ces dernières années il édite en moyenne un album par an (il en a écoulé 88000 à ce jour[réf. nécessaire]). Il joue toujours dans la rue, les bars, les files d'attentes et propose le spectacle "Dany Des Rues se met au show"  en café-concerts et autres lieux culturels,,. Il s'agit d'un tour de chant théâtralisé d'1h30 qui raconte de façon poéticomique son parcours de chanteur de rue, ses humeurs et réflexions.
En 2016, deux amis lui suggèrent simultanément d'écrire un livre qui raconterait son parcours de chanteur. Dany est sceptique, il sait combien il est compliqué de vendre un livre. Il soumet l'idée à ses connaissances du réseau social Facebook par le biais du site participatif Kisskissbankbank. L'idée étant de récolter la somme qui financerait ce livre. L'opération s'avère rapidement concluante et "Le busker qui tonne" parait au Printemps chez "La Lorraine est hardie", l'autre nom de son label Maya Records. La cou(ver)ture de ce livre est réalisée par CharlElie.
En 2017, après la sortie de l'album "Le non-retour de Rémi Vinacci" dont les musiques et la réalisation ont été confiées à Julien Petitjean, il fonde le groupe Les Salopettes Acoustiques avec Tony Fomblard (basse) et plus tard Maud Geoffroy (violoncelle et flûte traversière).
En 2024, Didier Wampas est en featuring sur le titre "quelqu'un me regarde" que Dany propose sur son album "SVP diffusez-moi"

## Discographie
La discographie est extraite du site deezer.com,. Les albums allant de Dany raconte les Archy jusqu'à Les cheveux dans les yeux sont disponibles sur les sites de streaming et téléchargement. Pour les albums qui suivent, à partir de "Le non retour de Rémi Vinacci", ils sont disponibles sur bandcamp. 

### Studio
2024: SVP diffusez-moi
1. Que le bonheur revienne
2. SVP diffusez-moi
3. James de ta faute
4. Mal aimé
5. Mon idole
6. Dernier Jean-Louis Murat
7. Quelqu'un me regarde (FT Didier Wampas)
8. Popstar
9. Bouille boule boobs
10. Pâmer
11. Nomade folk
12. Peut-être
13. L'anniversaire surprise
14. Non word folk
15. L'harmonie concordante
16. Puits sans fin
17. Le milieu de l'automne
18. Lumière blanche

2025 : de l'interieur à l'extérieur 
1. 3 trucs pour être heureux
2. Toujours gris
3. Lunettes
4. Je recompte mes doigts
5. AVC
6. De l'intérieur
7. Je pleus
8. Donne ou prends
9. L'in(s)truc
10. Il y va Franco
11. Titre
12. À l'extérieur
13. J'ai pété une corde de guitare
14. Polémique
15. C'est si beau
16. Je t'aime
17. Yaourt
18. De l'intérieur à l'extérieur

## Filmographie
- 1995 : Les Archy
- 2020: Les Salopettes Acoustiques, le film

## Bibliothèque
- 2016: Le busker qui tonne (autobiographie)[13]
- 2020: Les Salopettes Acoustiques
- 2022: L’économie sanitaire poétique
- 2024: SVP diffusez-moi